# Neuvy-en-Beauce
Neuvy-en-Beauce är en kommun i departementet Eure-et-Loir i regionen Centre-Val de Loire strax norr om centrala Frankrike. Kommunen ligger i kantonen Janville som tillhör arrondissementet Chartres. År 2022 hade Neuvy-en-Beauce 218 invånare.

## Befolkningsutveckling
Antalet invånare i kommunen Neuvy-en-Beauce
Referens:INSEE